# HD 138383
HD 138383，又名BD+37 2651，SAO 64741、HR 5761，是一颗恒星，视星等为6.37，位于銀經59.18，銀緯55.18，其B1900.0坐标为赤經15h 26m 40.4s，赤緯+37° 55.18′ 43″。